# Cecilia (Simon & Garfunkel)
Cecilia è un singolo del duo statunitense Simon & Garfunkel, scritto da Paul Simon. È stato il terzo singolo pubblicato estratto dall'album Bridge over Troubled Water.
Quando fu pubblicato come singolo, raggiunse la prima posizione in Olanda, la seconda in Canada, Germania e Spagna, la terza in Svizzera, il 4# posto nella classifica statunitense, la sesta in Australia ed Austria; nel Regno Unito non riuscì nemmeno ad inserirsi nella classifica del paese.

## Cover realizzate da altri musicisti
- Joe Dassin ha realizzato una versione in francese nel 1970
- Suggs
- Ace of Base, nel 1998
- The Hobos, gruppo lettone, ha realizzato una cover della canzone nel 2004
- Counting Crows
- Augustana
- The Vamps e Shawn Mendes, con il nome di Oh Cecilia (Breaking My Heart).

## Omaggio
- Da questa canzone prese il proprio pseudonimo la cantautrice spagnola Cecilia (1948 - 1976), il cui vero nome era Evangelina Sobredo Galanes[2]